# Метод на проба-грешка
Метод на проба-грешка или накратко проба-грешка е експериментален метод за решаване на проблеми, поправка, настройване и нагласяване или придобиване на знание. „Ученето не става просто от грешката сама по себе си, но от анализирането на тази грешка, правенето на промяна и след това правенето на нов опит.“ 
В полето на компютърната наука този метод е наречен генериране и тестване. В елементарната алгебра при решаването на уравнения, това може да бъде и предполагане и проверка на предположението.
Този подход може да бъде смятан за един от двата основни подхода при решаването на проблеми, в контраст на подхода, изолзващ вникване в нещата и теоретизиране. Има и междинни методи, които например могат да ползват теория, която да насочва метода – този подход е известен като направляван емпиризъм.